# Yassir Raad
Yassir Raad (en árabe: ياسر رعد محمد‎; Irak; 25 de junio de 1983) es un exfutbolista de Irak que jugaba en la posición de defensa.

## Carrera

### Club
| Periodo   | Club           |
| --------- | -------------- |
| 2001-2002 | Al-Istiqlal    |
| 2002–2005 | Al-Shorta SC   |
| 2005–2006 | Al-Zawraa      |
| 2006–2010 | Arbil FC       |
| 2010–2011 | Duhok FC       |
| 2011–2012 | Zakho FC       |
| 2012–2013 | Al-Naft        |
| 2013      | Sulaymaniya FC |
| 2013–2020 | Naft Maysan    |

### Selección nacional
Jugó para Irak en 29 ocasiones de 2002 a 2010 y participó en la Copa Asiática 2004.

## Logros

### Club
- Liga Premier de Irak (4): 2005-06, 2006-07, 2007-08, 2008-09
- Copa Elite Iraquí (1): 2002
- Liga Premier de Kurdistán (1): 2009-10
- Copa de Kurdistán (1): 2011-12
- Supercopa de Kurdistán (1): 2011-12

### Selección nacional
- Juegos de Asia Occidental (1): 2005